# Clemens August Heckmann
Clemens August Heckmann (* 1825 in Münstermaifeld; † 6. Januar 1884 in Adenau) war ein deutscher Verwaltungsbeamter.

## Leben
Nach dem Besuch des Gymnasiums in Koblenz studierte Clemens Heckmann an der Rheinischen Friedrich-Wilhelms-Universität Bonn und der Ruprecht-Karls-Universität Heidelberg Rechtswissenschaften. 1845 wurde er Mitglied des Corps Rhenania Bonn. 1848 schloss er sich dem Corps Nassovia Heidelberg an. 1861 wurde er Regierungsassessor in Koblenz. Von 1863 bis 1874 war er Bürgermeister von Münstermaifeld, unterbrochen von einer zweijährigen Beauftragung als kommissarischer Landrat des Landkreises Zell. 1874 wurde Heckmann Landrat des Kreises Adenau. Das Amt hatte er bis zu seinem Tod inne.